# Uroporfirinogeno-III C-metiltransferasi
La uroporfirinogeno-III C-metiltransferasi è un enzima appartenente alla classe delle transferasi, che catalizza la seguente reazione:
S-adenosil-L-metionina + uroporfirinogeno III ⇄ S-adenosil-L-omocisteina + precorrina-1
S-adenosil-L-metionina + precorrina-1 ⇄ S-adenosil-L-omocisteina + precorrina-2
Questo enzima catalizza due reazioni sequenziali di metilazione, la prima forma precorrina-1 e la seconda conduce alla formazione di precorrina-2. 
Queste reazioni costituiscono la prima delle tre fasi che conducono alla formazione di siroeme (eme contenente ferro) a partire da uroporfirinogeno III. La seconda tappa coinvolge una deidrogenasi NAD+-dipendente per formare siroidroclorina dalla precorrina-2 (numero EC 1.3.1.76, precorrina-2 deidrogenasi) e la terza tappa coinvolge la chelazione del Fe2+ nella siroidroclorina per formare siroeme (numero EC 4.99.1.4, siroidroclorina ferrochelatasi). 
In Saccharomyces cerevisiae, le ultime due tappe sono catalizzate da un singolo enzima bifunzionale, Met8p. In alcuni batteri, le tappe 1-3 sono catalizzate da una singola proteina multifunzionale chiamata CysG, mentre in Bacillus megaterium, tre enzimi separati sono coinvolti in ciascuna delle tre tappe, con SirA che è responsabile della reazione descritta sopra. L'enzima è coinvolto anche nella biosintesi della cobalamina.